# Simone Corsi
Simone Corsi (* 24. duben 1987 Řím) je italský motocyklový závodník. V roce 2008 se stal vicemistrem světa v kategorii do 125 cm³ Mistrovství světa silničních motocyklů.

## Život
Simone Corsi je synem motokrosového jezdce. Začal závodit již ve svých čtyřech letech, když startoval v italském mistrovství minibiků a získal v něm dva národní tituly. Velmi úspěšný byl pro italského jezdce rok 2002 – vyhrál Honda Trophy a skončil třetí v italském mistrovství 125 cm³, ale největším úspěchem byl debut v Mistrovství světa silničních motocyklů na okruhu v Mugellu.
V následujícím roce už Corsi získal angažmá v týmu Scot a během sezóny zaznamenal velký úspěch v kvalifikaci na Velkou cenu Velké Británie, když se na startu závodu postavil do první řady. Pro nováčka to byl dobrý rok, dokázal dvakrát proniknout do první desítky a bodoval ve většině závodů. Získal celkem 32 bodů a obsadil devatenácté místo.
Další sezóna byla o něco úspěšnější. V Japonsku stanul poprvé v kariéře na stupních vítězů, a celkově skončil na třináctém místě se ziskem 61 bodů. Jeho týmový kolega Andrea Dovizioso mezitím získal titul mistra světa. Pro rok 2005 zamířil mladý Ital do třídy čtvrtlitrů s týmem MS Aprilia Italia Corse. Od tohoto přechodu si Corsi sliboval rozhodně lepší výsledky, než jakých nakonec dosáhl. První polovina sezóny naznačovala, že Simonemu rychlost nechybí. Hned v prvním závodě skončil v první desítce a úspěšný trend pokračoval i v následujících sedmi závodech. V Katalánsku byl pátý, ve Velké Británii šestý. Tím ovšem dobré výsledky skončily. Na německém Sachsenringu poprvé v sezóně nedokončil závod, a do konce sezóny jej pak postihovaly jen technické potíže nebo pády. Bilance druhé poloviny pak byla taková, že bodoval pouze v jediném závodě. Nakonec z toho byla čtrnáctá pozice v šampionátu s přídělem 59 bodů.
Tyto výsledky přiměly Corsiho sbírat zkušenosti opět ve třídě 125 cm³. Místo dostal v týmu Squadra Corse Metis Gilera a stal se tak jediným jezdcem, který ve třídě 125cc startoval toho roku na stroji značky Gilera. Dokázal bodovat ve dvanácti závodech ze čtrnácti a dvakrát se dostal těsně pod stupně vítězů – v Turecku a v Nizozemsku. Corsi se tak celkově umístil na dvanáctém místě se 79 body.
Corsiho dobré časy začaly s přechodem do týmu Skilled Racing. Vrátil se ke značce Aprilia a ihned zúročil své dosavadní zkušenosti. Již ve třetím závodě, na okruhu v Istanbulu, se dočkal svého prvního vítězství v kariéře, když dokázal v poslední zatáčce předjet španělského jezdce Joana Oliva. Poté pokračovaly stabilní výkony s umístěními v první desítce, dalším výrazným úspěchem se stalo pódium na domácím okruhu v Mugellu. Simone Corsi měl stupně vítězů na dosah i ve Velké ceně San Marina, vše ale zhatila kolize s Héctorem Faubelem v předposledním kole. Výsledkem úspěšné sezóny byla šestá příčka a 168 mistrovských bodů.
Rok 2008 byl pokračováním předchozích úspěchů, tentokrát s týmem Jack & Jones WRB a se španělským kolegou Nicolásem Terolem. Corsi měl na začátku sezóny k dispozici velmi dobrý stroj, se kterým ovládl druhý a třetí závod ve Španělsku a Portugalsku. Poprvé v kariéře se dostal do čela průběžné klasifikace a zároveň v obou závodech získal svá první nejrychlejší kola, v Portugalsku i premiérovou pole-position. V čínském Šanghaji upadl již v úvodu závodu a v Le Mans zase nezvládl mokrou část závodu, takže vedení převzal Mike Di Meglio. Touhou každého závodníka je vyhrát domácí Velkou cenu. To se Corsimu podařilo, když doslova na cílové pásce, o pouhých 19 tisícin sekundy, porazil Gábora Talmácsiho. Di Meglio a Corsiho sen o mistrovském titulu se ale pak více a více vzdalovali, za což mohl pravděpodobně nedostačující výkon motocyklu ke konci závodu, a díky Corsiho agresivní jízdě také nízká výdrž pneumatik. Po Velké ceně Austrálie bylo jasné, že Ital titul nezíská. Svoji doposud nejúspěšnější sezónu zakončil Corsi vítězstvím ve Valencii, celkem tak získal 225 bodů a druhé místo v celkovém hodnocení šampionátu.
Jako favorit nastupoval Simone Corsi do sezóny 2009. Výsledky však nepřicházely, a když po šesti závodech měl na svém kontě pouhé 4 body, tým se s ním rozešel. Hned do dalšího závodu však Ital našel nové působiště v týmu Fontana Racing. Situace se tak obrátila k lepšímu, protože hned při svém prvním startu dojel na osmém místě.

## Kompletní výsledky Simone Corsiho v Mistrovství světa
| Legenda k tabulce | Legenda k tabulce                                                                       |
| Barva             | Výsledek                                                                                |
| ----------------- | --------------------------------------------------------------------------------------- |
| Zlatá             | Vítěz                                                                                   |
| Stříbrná          | 2. místo                                                                                |
| Bronzová          | 3. místo                                                                                |
| Zelená            | Bodované umístění                                                                       |
| Modrá             | Nebodované umístění                                                                     |
| Modrá             | Dokončil neklasifikován (NC)                                                            |
| Fialová           | Odstoupil (Ret)                                                                         |
| Červená           | Nekvalifikoval se (DNQ)                                                                 |
| Červená           | Nepředkvalifikoval se (DNPQ)                                                            |
| Černá             | Diskvalifikován (DSQ)                                                                   |
| Bílá              | Nestartoval (DNS)                                                                       |
| Bílá              | Závod zrušen (C)                                                                        |
| Světle modrá      | Pouze trénoval (PO)                                                                     |
| Světle modrá      | Páteční testovací jezdec (TD)                                                           |
| Bez barvy         | Netrénoval (DNP)                                                                        |
| Bez barvy         | Vyřazen (EX)                                                                            |
| Bez barvy         | Nepřijel (DNA)                                                                          |
| Bez barvy         | Odvolal účast (WD)                                                                      |
| Bez barvy         | Nezúčastnil se (prázdné)                                                                |
| Označení          | Význam                                                                                  |
| Tučnost           | Pole position                                                                           |
| Kurzíva           | Nejrychlejší kolo                                                                       |
| †                 | Jezdec nedojel do cíle, ale byl klasifikován, protože odjel více než 90 % délky závodu. |
| ‡                 | Byl udělován poloviční počet bodů, protože bylo odjeto méně než 75 % délky závodu.      |
| Horní index       | Umístění bodujících jezdců ve sprintu                                                   |

| Rok  | Třída | Tým                        | Značka  | 1      | 2       | 3      | 4       | 5       | 6      | 7       | 8       | 9       | 10      | 11      | 12      | 13      | 14      | 15      | 16      | 17     | Body | Umístění  |
| ---- | ----- | -------------------------- | ------- | ------ | ------- | ------ | ------- | ------- | ------ | ------- | ------- | ------- | ------- | ------- | ------- | ------- | ------- | ------- | ------- | ------ | ---- | --------- |
| 2002 | 125cc | Polini                     | Honda   |        |         |        |         | ITA 22  |        |         |         |         |         |         |         |         |         |         |         |        |      |           |
| 2003 | 125cc | Team Scot                  | Honda   | JPN 12 | JAR 14  | SPA 21 | FRA 14  | ITA 12  | CAT 15 | NED 12  | GBR Ret | GER 9   | CZE Ret | POR 9   | BRA 22  | MOT 15  |         |         | VAL Ret |        | 32   | 19. místo |
| 2004 | 125cc | Kopron Team Scot           | Honda   | JAR 14 | SPA 12  | FRA 15 | ITA 11  | CAT Ret | NED 18 | BRA 13  | GER 12  | GBR 5   | CZE 9   | POR Ret | JPN 3   | QAT Ret | MAL Ret | AUS 16  | VAL 8   |        | 61   | 13. místo |
| 2005 | 250cc | MS Aprilia Italia Corse    | Aprilia | SPA 9  | POR 17  | CHN 8  | FRA 11  | ITA 9   | CAT 5  | NED 10  | GBR 6   | GER Ret | CZE Ret | JPN 11  | MAL Ret | QAT 17  | AUS 16  | TUR Ret | VAL Ret |        | 59   | 14. místo |
| 2006 | 125cc | Squadra Corse Metis Gilera | Gilera  | SPA 11 | QAT 9   | TUR 4  | CHN 10  | FRA 10  | ITA 10 | CAT Ret | NED 4   | GBR 13  | GER 5   | CZE 15  | MAL 15  |         |         | POR 9   | VAL 19  |        | 79   | 12. místo |
| 2007 | 125cc | Skilled Racing Team        | Aprilia | QAT 5  | SPA Ret | TUR 1  | CHN 5   | FRA 8   | ITA 3  | CAT 7   | GBR 10  | NED 5   | GER 4   | CZE 7   | RSM Ret | POR 4   | JPN 6   | AUS 4   | MAL 7   | VAL 12 | 168  | 6. místo  |
| 2008 | 125cc | Jack & Jones WRB           | Aprilia | QAT 7  | SPA 1   | POR 1  | CHN Ret | FRA 13  | ITA 1  | CAT 5   | GBR 5   | NED 3   | GER 5   | CZE 10  | RSM 3   | INP 7   | JPN 7   | AUS 8   | MAL 3   | VAL 1  | 225  | 2. místo  |
| 2009 | 125cc | Jack & Jones Team          | Aprilia | QAT 14 | JPN 15  | SPA 14 | FRA Ret | ITA 18  | CAT 16 |         |         |         |         |         |         |         |         |         |         |        | 57   | 12. místo |
| 2009 | 125cc | Fontana Racing             | Aprilia |        |         |        |         |         |        | NED 8   | GER Ret | GBR 2   | CZE Ret | INP 3   | RSM 7   | POR     | AUS     | MAL     | VAL     |        | 57   | 12. místo |